# Stella Gherman
Stella Gherman (n. 1974) este o politiciană moldoveană, deputată în Parlamentul Republicii Moldova (pe listele Partidului Comuniștilor) în legislatura 2005-2009 .